# Treuen
Treuen  est une ville de Saxe (Allemagne), située dans l'arrondissement du Vogtland, dans le district de Chemnitz.